# بطولة العالم للذاكرة

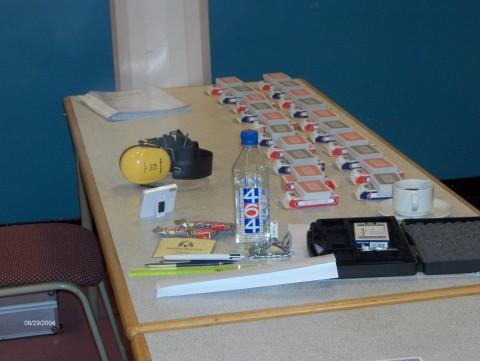
البطاقات التي يتم لعبها في المسابقة

بطولة العالم للذاكرة (بالإنجليزية: World Memory Championships)‏ هي مسابقة منظمة لرياضات الذاكرة حيث يحفظ المنافسون أكبر قدر ممكن من المعلومات خلال فترة زمنية معينة. تقام البطولة سنوياً منذ عام 1991 باستثناء عام 1992. تم إنشاء البطولة من قبل توني بوزان وشركاه ويستمر تنظيمه من قبل WMSC (المجلس العالمي للذاكرة الرياضية) حتي عام 2016، وبسبب النزاع بين بعض اللاعبين ادى ذلك لإنشاء منظمة (الرابطة الدولية للذاكرة) تم إطلاقها في عام 2017. استضافت كلتا المنظمتين بطولات عالمية منفصلة الخاصة بهما.

## مكونات المسابقة
بطولة العالم تتكون من عشرة تخصصات مختلفة حيث يتعين على المنافسين حفظ أكبر قدر ممكن في فترة زمنية محددة:
- أرقام ساعة واحدة (23712892 ....)
- أرقام 5 دقائق
- الأرقام المنطوقة، اقرأ واحد في الثانية
- أرقام ثنائية لمدة 30 دقيقة (011100110001001 ....)
- بطاقات لعب لمدة ساعة واحدة (أكبر عدد ممكن من بطاقات اللعب)
- قوائم عشوائية لمدة 15 دقيقة للكلمات (البيت، اللعب، اليتيم، الموسوعة....)
- 15 دقيقة من الأسماء والوجوه
- تواريخ تاريخية لمدة 5 دقائق (أحداث خيالية وسنوات تاريخية)
- صور تجريدية لمدة 15 دقيقة (WMSC ، بقع سوداء وبيضاء عشوائياً) / صور عشوائية لمدة خمس دقائق (IAM ، صور ملموسة)
- بطاقات السرعة - دائما الانضباط الماضي. احفظ ترتيب سطح واحد مكدس من 52 ورقة لعب في أسرع وقت ممكن.

## وصلات خارجية
- أليكس مولين صاحب أقوى ذاكرة في العالم من موقع آر تي